# Saint-Georges-des-Sept-Voies
Pour les articles homonymes, voir Saint-Georges, Saint Georges (homonymie) et Georges.
Saint-Georges-des-Sept-Voies est une ancienne commune française située dans le département de Maine-et-Loire, en région Pays de la Loire, devenue le 1er janvier 2016, une commune déléguée de la commune nouvelle de Gennes-Val de Loire, puis, le 1er janvier 2018, de Gennes-Val-de-Loire.

## Géographie
Commune angevine du Saumurois, Saint-Georges-des-Sept-Voies se situe au sud-ouest du Thoureil, sur la route D 751, Coutures - Gennes.

## Toponymie
La légende : Un des hameaux de la commune, situé sur la départementale 751, s'appelle le Sale Village. La légende dit : Alors que la Comtesse de Caen traversait un petit hameau, en revenant d'une visite à l'église de Saint Georges des 7 Voies et à la maison des écoles (qu'elle avait financée à l'aide d'une galerie marchande parisienne, dont les sommes sont aujourd'hui versées à la Région Pays de la Loire), le carrosse de la comtesse s'embourba dans le chemin de terre qui traversait un petit hameau. La comtesse furieuse lança : « Quel sale village ! ». Et voilà, le village avait changé de nom.
Formes anciennes : Saint Georges des Sept Voies en 1793, Saint-Georges-des-Sept-Voies en 1801, Saint-Georges-le-Thoureil en 1840 (à sa réunion avec Le Thoureil), et Saint-Georges-des-Sept-Voies en 1873,.
Le lieu est attesté à la fin du Xe siècle (987-996) sous la forme Savoia (Capella quae vocatur vulgo Savoia) . « Le nom actuel de la commune résulte d’une erreur de transcription au XIVe siècle qui a transformé Saint-Georges-de-Savoie en lien avec cette chapelle en Saint-Georges-des-Sept-Voies. »

## Histoire
La commune absorbe en 1840, Bessé, Le Thoureil, Saint-Maur et Saint-Pierre-en-Vaux, et cède en 1873, Le Thoureil et les hameaux de Bessé et Saint-Maur.
Le 1er janvier 2016, Saint-Georges-des-Sept-Voies intègre la commune nouvelle de Gennes-Val de Loire regroupant cinq des dix communes membres de la communauté de communes du Gennois, dont la création a été officialisée par arrêté préfectoral du 5 octobre 2015, puis, le 1er janvier 2018, de Gennes-Val-de-Loire.

## Politique et administration

### Administration municipale

#### Administration actuelle
Depuis le 1er janvier 2016, Saint-Georges-des-Sept-Voies constitue une commune déléguée au sein de la commune nouvelle de Gennes-Val-de-Loire, et dispose d'un maire délégué.
| Période      | Période  | Identité              | Étiquette | Qualité |
| ------------ | -------- | --------------------- | --------- | ------- |
| janvier 2016 | ?        | Dominique Brunetière  |           |         |
| ?            | En cours | Christiane Kasprzack, |           |         |

#### Administration ancienne
| Période                                  | Période       | Identité             | Étiquette | Qualité |
| ---------------------------------------- | ------------- | -------------------- | --------- | ------- |
| mars 1971                                | mars 2001     | Roger Blet           |           |         |
| mars 2001                                | mars 2014     | Pierre Gillot        |           |         |
| mars 2014                                | décembre 2015 | Dominique Brunetière |           |         |
| Les données manquantes sont à compléter. |               |                      |           |         |

### Ancienne situation administrative
jusqu'en 2015 la commune est membre de la communauté de communes du Gennois, elle-même membre du syndicat mixte Pays de Loire en Layon.

## Population et société

### Évolution démographique
L'évolution du nombre d'habitants est connue à travers les recensements de la population effectués dans la commune depuis 1793. À partir du 1er janvier 2009, les populations légales des communes sont publiées annuellement dans le cadre d'un recensement qui repose désormais sur une collecte d'information annuelle, concernant successivement tous les territoires communaux au cours d'une période de cinq ans. 
Pour les communes de moins de 10 000 habitants, une enquête de recensement portant sur toute la population est réalisée tous les cinq ans, les populations légales des années intermédiaires étant quant à elles estimées par interpolation ou extrapolation. Pour la commune, le premier recensement exhaustif entrant dans le cadre du nouveau dispositif a été réalisé en 2008,.
En 2013, la commune comptait 694 habitants, en évolution de +5,63 % par rapport à 2008 (Maine-et-Loire : +3,3 %, France hors Mayotte : +2,49 %).
| 1793 | 1800 | 1806 | 1821 | 1831 | 1836  | 1841  | 1846  | 1851  |
| ---- | ---- | ---- | ---- | ---- | ----- | ----- | ----- | ----- |
| 807  | 706  | 806  | 917  | 922  | 1 830 | 1 724 | 1 774 | 1 821 |

| 1856  | 1861  | 1866  | 1872  | 1876 | 1881 | 1886 | 1891 | 1896 |
| ----- | ----- | ----- | ----- | ---- | ---- | ---- | ---- | ---- |
| 1 827 | 1 523 | 1 501 | 1 392 | 842  | 852  | 829  | 822  | 800  |

| 1901 | 1906 | 1911 | 1921 | 1926 | 1931 | 1936 | 1946 | 1954 |
| ---- | ---- | ---- | ---- | ---- | ---- | ---- | ---- | ---- |
| 780  | 775  | 756  | 683  | 732  | 686  | 652  | 638  | 642  |

| 1962 | 1968 | 1975 | 1982 | 1990 | 1999 | 2008 | 2013 | - |
| ---- | ---- | ---- | ---- | ---- | ---- | ---- | ---- | - |
| 665  | 675  | 608  | 586  | 565  | 570  | 657  | 694  | - |

### Pyramide des âges
La population de la commune est relativement âgée. Le taux de personnes d'un âge supérieur à 60 ans (29,6 %) est en effet supérieur au taux national (21,8 %) et au taux départemental (21,4 %).
À l'instar des répartitions nationale et départementale, la population féminine de la commune est supérieure à la population masculine. Le taux (51,5 %) est du même ordre de grandeur que le taux national (51,9 %).
La répartition de la population de la commune par tranches d'âge est, en 2008, la suivante :
- 48,5 % d’hommes (0 à 14 ans = 17,8 %, 15 à 29 ans = 12,5 %, 30 à 44 ans = 23,1 %, 45 à 59 ans = 18,9 %, plus de 60 ans = 27,7 %) ;
- 51,5 % de femmes (0 à 14 ans = 22,4 %, 15 à 29 ans = 13,5 %, 30 à 44 ans = 20,6 %, 45 à 59 ans = 12,1 %, plus de 60 ans = 31,5 %).

| Hommes | Classe d’âge | Femmes |
| ------ | ------------ | ------ |
| 0,6    | 90 ans ou +  | 0,3    |
| 6,9    | 75 à 89 ans  | 11,6   |
| 20,2   | 60 à 74 ans  | 19,6   |
| 18,9   | 45 à 59 ans  | 12,1   |
| 23,1   | 30 à 44 ans  | 20,6   |
| 12,5   | 15 à 29 ans  | 13,5   |
| 17,8   | 0 à 14 ans   | 22,4   |

| Hommes | Classe d’âge | Femmes |
| ------ | ------------ | ------ |
| 0,4    | 90 ans ou +  | 1,1    |
| 6,3    | 75 à 89 ans  | 9,5    |
| 12,1   | 60 à 74 ans  | 13,1   |
| 20,0   | 45 à 59 ans  | 19,4   |
| 20,3   | 30 à 44 ans  | 19,3   |
| 20,2   | 15 à 29 ans  | 18,9   |
| 20,7   | 0 à 14 ans   | 18,7   |

## Économie
Sur 59 établissements présents sur la commune à fin 2010, 41 % relevaient du secteur de l'agriculture (pour une moyenne de 17 % sur le département), 9 % du secteur de l'industrie, 15 % du secteur de la construction, 27 % de celui du commerce et des services et 9 % du secteur de l'administration et de la santé.

## Culture locale et patrimoine

### Lieux et monuments
- Menhir de Nidevelle au hameau de Sale village, érigé au Néolithique.

Pas très loin, le gîte troglodytique de Saint-Pierre-en-Vaux, où se déroule le festival des Fées chaque mois de septembre depuis 2002.
- Église Saint-Barnabé ;
- Église de Saint-Pierre-en-Vaux.